# Festiwal Łódź Czterech Kultur
Festiwal Łódź Czterech Kultur, (FŁ4K) – doroczny festiwal kulturalny, odbywający się w Łodzi od 2010 i będący kontynuacją organizowanego w latach 2002–2009 Festiwalu Dialogu Czterech Kultur.
Organizatorem FŁ4K od 2016 jest Centrum Dialogu im. Marka Edelmana (wcześniej instytucja odpowiadała za organizację wydarzenia w latach 2011–2012). W latach 2013–2016 festiwal organizowany był przez Muzeum Miasta Łodzi.

## Idea
Nazwa festiwalu odnosi się do czterech kultur, które wywarły wpływ na historię Łodzi przemysłowej: niemieckiej, żydowskiej, polskiej i rosyjskiej, jednak jego najnowsze edycje uwzględniają także wydarzenia promujące kulturę ukraińską, białoruską i inne, których przedstawiciele współtworzą dzisiejszą społeczność miasta. Obecnie w programie imprezy są wydarzenia artystyczne z dziedziny teatru, muzyki i sztuk wizualnych, edukacyjne – warsztaty i lekcje dla szkół – oraz integrujące społeczność – spotkania, spacery, pikniki czy potańcówki.
Każdej edycji festiwalu towarzyszy hasło przewodnie, wokół którego skoncentrowana jest koncepcja programowa. W kolejnych latach były to „Powroty” (2010), „Mistrzowie” (2011), „Generacje” (2012), „Wstęp wolny” (2013), „Dźwięki Łodzi” (2014), „Podwórka kontra pałace” (2015), „Obcy nadchodzą” (2016), „Alfabet dialogu” (2017), „Kultura buntu” (2018), „Współistnienie” (2019), „Przyszłość bez powrotu” (2020), „Przyszłość teraz!” (2021) i „Bliscy” (2022).
W latach 2010–2016 za koncepcję programową wydarzenia odpowiadał dyrektor artystyczny; w latach 2017–2021 program tworzony był przez zespół kuratorski, w 2022 zastąpiony szerszym zespołem programowym.

Fabryczna Łódź powstała dzięki współpracy przedstawicieli czterech narodów, wyznawców odmiennych religii, osób posługujących się różnymi językami. W centrum Polski utworzył się fascynujący tygiel kultur. Przez wiele dziesięcioleci miasto rozkwitało dzięki wspólnym wysiłkom Polaków, Żydów, Niemców i Rosjan. Przedstawiciele tych odmiennych światów u schyłku dziewiętnastego stulecia stworzyli potęgę przemysłowej Łodzi.
Od kilku lat Łódź ponownie sięga do swoich wielokulturowych korzeni. To właśnie z szacunku dla przeszłości narodziła się idea festiwalu Łódź Czterech Kultur. Ślady mieszania się polskich, żydowskich, niemieckich i rosyjskich wpływów są widoczne w Łodzi na każdym kroku, obecne w tkance miasta, w mentalności mieszkańców, a historia – choć wydaje się już dawno miniona – staje się znowu początkiem rozmowy o współczesności i o przyszłości miasta.

## Historia

### 1. edycja, 14–18 września 2010, „Powroty”
Organizator: Miasto Łódź.
Dyrektor Artystyczny: Bogdan Tosza.
Festiwal odbył się pod hasłem „Powroty”, nawiązującym do prezentowanych podczas wydarzenia filmów dokumentalnych o diasporze żydowskiej:
- „Dwa Rembrandty” w ogrodzie (pierwszy pokaz w Łodzi), scenariusz i reżyseria: Jerzy Śladkowski, produkcja: Niemcy, Polska 2009, czas: 79 minut
- „Ostatni z Krasuckich”, scenariusz i reżyseria: Y.A. Krasucky, produkcja: Izrael 2009, czas: 54 minuty
- „Pizza w Auschwitz”, scenariusz i reżyseria: Moshe Zimerman, produkcja: Izrael 2008, czas: 52 minuty
- „Kredens”, scenariusz i reżyseria: Jacob Dammas, produkcja: Polska, Dania 2007, czas: 28 minut
- „Przystanek Dłużek”, scenariusz i reżyseria: Irit Shamgar, produkcja: Polska, Izrael 2008, czas: 59 minut

Poza przeglądem filmów dokumentalnych w ciągu pięciu festiwalowych dni odbyło się łącznie 30 wydarzeń, w tym spektakle „Czas terroru” na motywach „Róży” Stefana Żeromskiego w reżyserii Lecha Raczaka, „Przypadek Iwana Iljicza” na motywach „Śmierci Iwana Iljicza” Lwa Tołstoja w reżyserii Jacka Orłowskiego, „Dybuk” Szymona An-skiego w reżyserii Mariusza Grzegorzka, przedpremierowy pokaz przedstawienia Teatru Telewizji „Powidoki” w reż. Macieja Wojtyszko, spektakl Sanktpetersburskiego Teatru Baletu Borisa Ejfmana „Don Kichot, czyli Fantazja szaleńca”, wystawy „Wrogościnność. Podejmowanie obcych”, „A–Z (gabloty edukacyjne)” i „Ludzie Czechowa”, warsztaty kultury żydowskiej i pisania ikon dla młodzieży, spotkania literackie, koncerty, a także przegląd filmów Grigorija Aleksandrowa.

### 2. edycja, 10–12 września 2011, „Mistrzowie”
Organizator: Centrum Dialogu im. Marka Edelmana.
Dyrektor Artystyczny: Bogdan Tosza.
Festiwal odbył się pod hasłem „Mistrzowie”.

W tym roku Festiwal poprowadzą „Mistrzowie”. Od Natalii Gorbaniewskiej i Jacka Sempolińskiego, którzy otworzą festiwal, po Raimunda Hoghe, zamykającego program. Nad całością unosić się będzie duch Czesława Miłosza, po spotkaniu z którym inny wielki poeta, Seames Heaney, usłyszał „świadomy zamysł i śmiałość ryzyka / w łopocie skrzydeł nad głową” („Mistrz”)

W trakcie ośmiu festiwalowych dni odbyło się 55 wydarzeń, w tym koncert otwarcia z udziałem Vitaly’a Podolsky’ego i Agite Drive Ensemble oraz Czesław Śpiewa, liczne projekcje i spotkania w ramach filmowego cyklu „Born to Kvetch”, spektakle – monodram „Tam, gdzie rosną porzeczki” Leo Kantora, dramaty Hanocha Levina: „Mord” w reż. Norberta Rakowskiego, „Sprzedawcy gumek” w reż. Artura Tyszkiewicza oraz „Kaskada” w reż. Agnieszki Olstein, warsztaty izraelskich tańców ludowych i tworzenia wycinanek oraz gra miejska. Goście festiwalu mogli zobaczyć także wystawy: Jacka Sempolińskiego „Rękę Farbiarza”, fotograficzną „Architekturę Przymusu” (autorzy: Herman van den Boom, Artur Chrzanowski, Marek Domański, Tomasz Ferenc, Konrad Grajner, Weronika Duda-Łozińska) oraz wystawę fotografii wykonanych podczas warsztatów tańca.

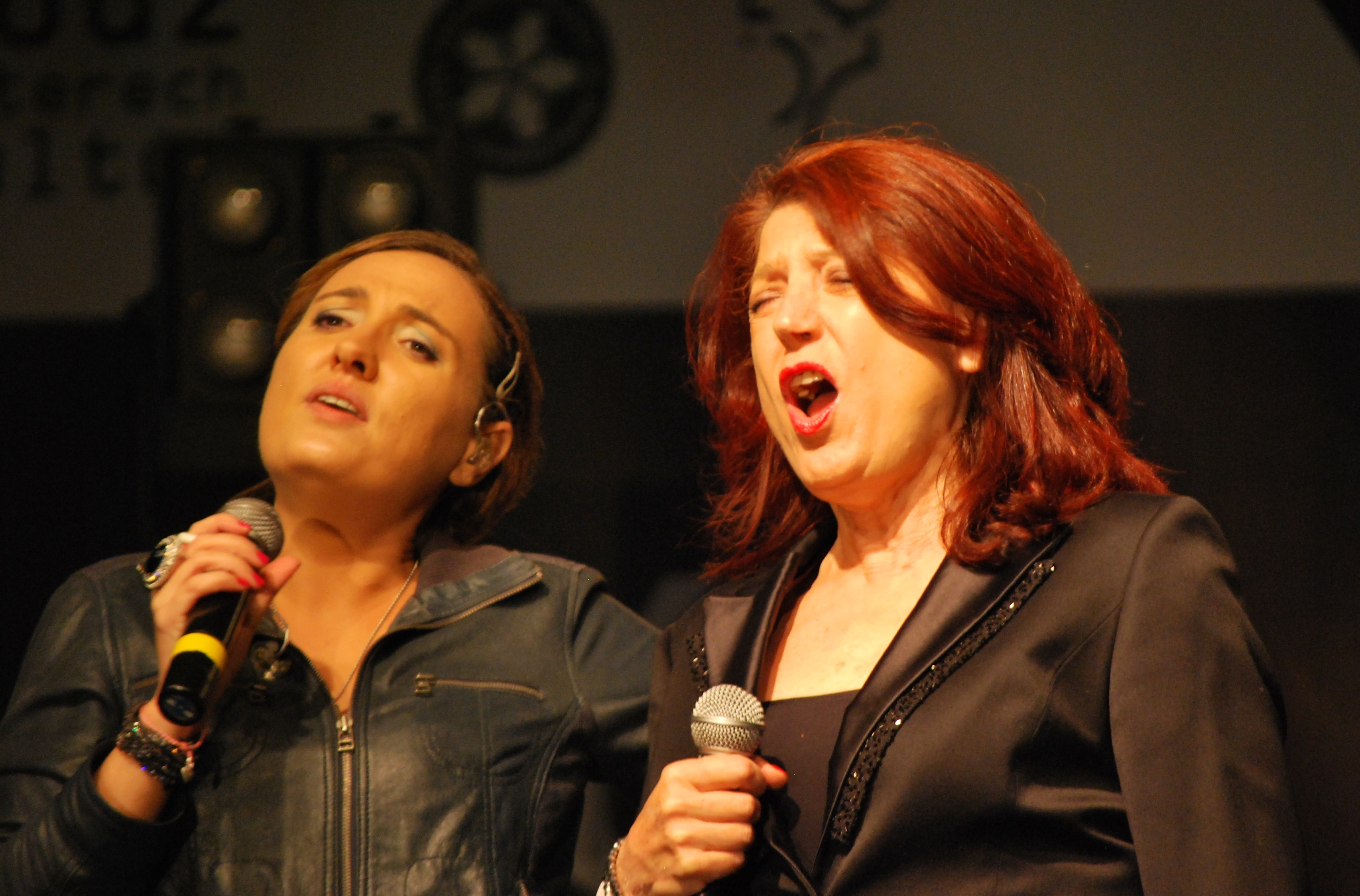
Koncert Urszuli Dudziak i Miki Urbaniak na rozpoczęcie trzeciej edycji festiwalu, 14 września 2012

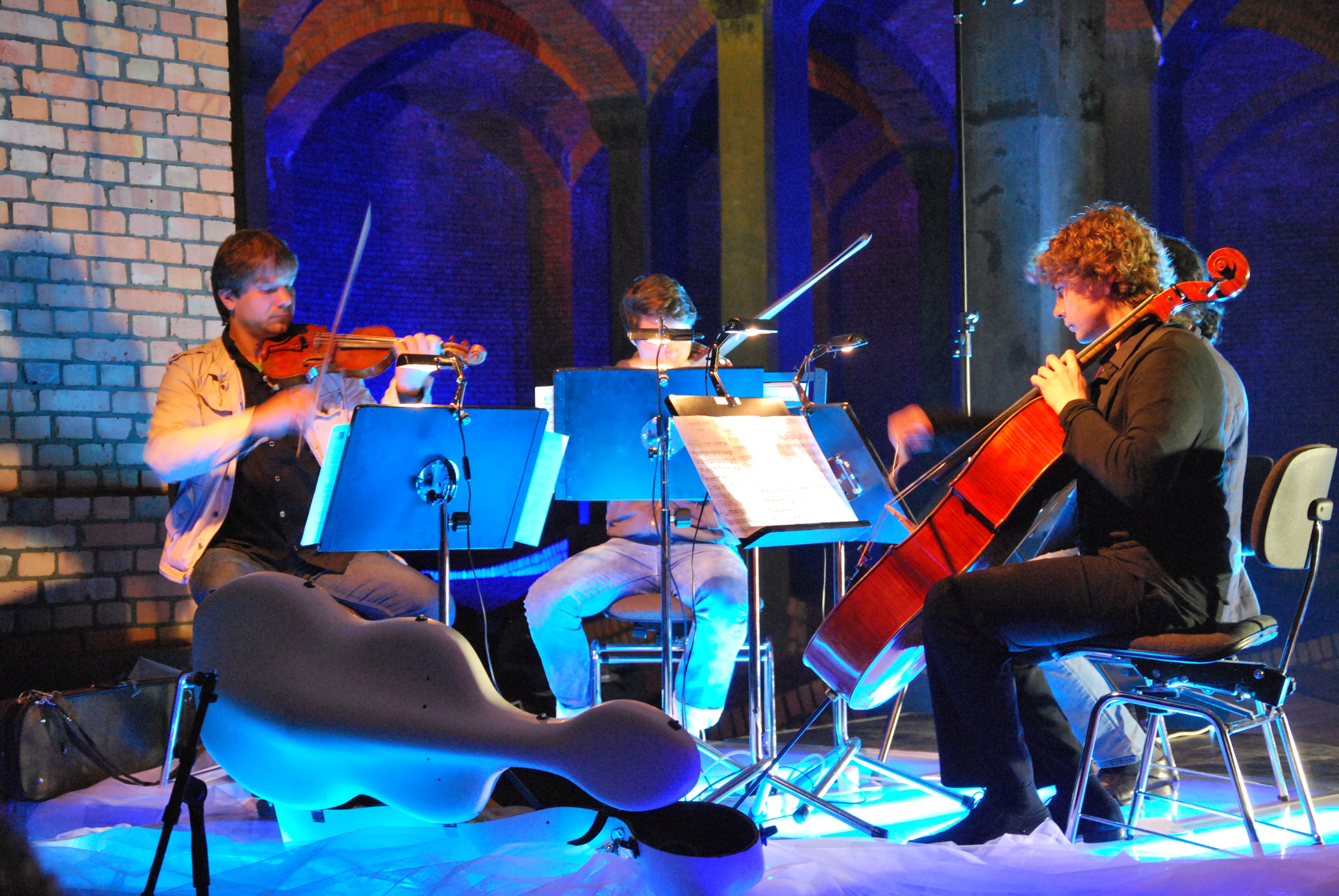
Próba przed koncertem kwartetu smyczkowego, 19 września 2012

Festiwal zakończył się spektaklem teatru tańca „L’Après-midi – un solo pour Emmanuel Eggermont” według koncepcji Raimunda Hoghe w wykonaniu Emmanuela Eggermonta.

### 3. edycja, 14–22 września 2012, „Generacje”[24]
Organizator: Centrum Dialogu im. Marka Edelmana.
Dyrektor: Zbigniew Brzoza.
Festiwal pod hasłem „Generacje” miał w założeniu łączyć różne generacje twórców i odbiorców. Festiwal był interdyscyplinarny, łącząc pięć dziedzin: literaturę, teatr, film, sztuki audiowizualne i muzykę. Wstęp na zdecydowaną większość wydarzeń (wystaw, projekcji filmowych, przedstawień, warsztatów) był bezpłatny.
Festiwal rozpoczął się w Manufakturze koncertem Urszuli Dudziak i jej córki Miki Urbaniak. Widzowie dwukrotnie mieli okazję wziąć udział w koncercie Kwartetu Czterech Kultur – raz w podziemnych zbiornikach na wodę pitną na osiedlu Stoki, drugi raz w dawnym Domu Towarzystwa Kredytowego Miejskiego. Kwartet stworzyli: Maciej Łabecki – I skrzypce (Polska), Max Simon – II skrzypce (Niemcy), Yuval Gotlibovich – altówka (Izrael) oraz Konstantin Manajew – wiolonczela (Rosja). Muzycy wykonali cztery utwory czterech kompozytorów: V Kwartet smyczkowy Aleksandra Tansmana, I Kwartet smyczkowy Erwina Schulhoffa, III Kwartet smyczkowy Grażyny Bacewicz oraz II Kwartet smyczkowy Mieczysława Weinberga.
W programie znalazły się także spektakle „Merylin Mongoł” Nikołaja Kolady w reż. Bogusława Lindy, „Hotel Savoy” na podstawie powieści Josepha Rotha w reż. Michała Zadary i „Kokolobolo” Roberta Urbańskiego w reż. Jacka Głomba, warsztaty z improwizacji etno-jazzowej i plastyczne dla dzieci, wystawa „Ekspres Wschód. Powrót do awangardy”, projekcje, spotkania i zwiedzania. Na zakończenie festiwalu zagrała kapela Minimal Compact.

### 4. edycja, 10–12 maja oraz 10–19 września 2013, „Wstęp wolny”
Organizator: Muzeum Miasta Łodzi.
Dyrektor artystyczny: Zbigniew Brzoza.
Festiwalowe hasło „Wstęp wolny” nawiązywało do faktu, że udział we wszystkich festiwalowych wydarzeniach, odbywających się głównie w plenerze, był bezpłatny. Wydarzenie zainaugurował występ Plasticiens Volants na rynku Manufaktury. Podwórka łódzkich kamienic posłużyły jako sceneria dla przedstawień teatralnych zrealizowanych na zamówienie Festiwalu: Teatr Ósmego Dnia wykorzystał wspomnienia mieszkańców kamienicy przy ul Zgierskiej 38a, a Krzysztof Garbaczewski zaanektował pustostan przy Piotrkowskiej 37. Izabela Chlewińska zaprezentowała multimedialny spektakl „Tralfamadoria” to multimedialny spektakl solowy poruszający temat śmierci. Z koncertem „Muzyka Żydów z Odessy” wystąpili Boris Malkovsky i Raphael Rogiński, a koncert „Shaza plays Polański” wykonali Paweł Szamburski i Patryk Zakrocki.
Przed oficjalną inauguracją festiwalu Joanna Rajkowska rozpoczęła projekt „Diamenty Łodzi”, polegający na przetwarzaniu przez artystów fasad zrujnowanych kamienic w dzieła sztuki. Działania Rajkowskiej podjęte w kamienicy przy ul. Piotrkowskiej 3 zakończyły się w 2014. Wśród artystów, którzy przyjechali do Łodzi, znaleźli się także: The Tiger Lillies, Sara Tenenberg-Bialas i Karsten Troyke, Steven Bernstein i Marcina Masecki oraz Mikołaj Trzaska.

### 5. edycja, 6–15 czerwca 2014, „Dźwięki Łodzi”
Organizator: Muzeum Miasta Łodzi.
Dyrektor artystyczny: Zbigniew Brzoza.
Festiwal odbył się pod hasłem „Dźwięki Łodzi”. W części teatralnej wydarzenia uczestnicy zobaczyli plenerowy monodram „Dziadek” Adama Walnego, przedstawienie Janusza Opryńskiego „Obywatele Wschodniej 50”, gościnne przedstawienie „Jeżyce” Teatru Nowego z Poznania w reż. Marcina Wierzchowskiego, spektakl Podwórko Rewolucji 29 – „Lament Łódzki” oraz „Mit 200 Sachen ins Meer” – spektakl niebieckiego teatru RambaZamba, w którym profesjonalni artyści pracują z osobami z niepełnosprawnością intelektualną.
Jednym z centralnych wydarzeń był Cyrk Czterech Kultur – cyrkowa rewia z udziałem dzieci i młodzieży z niepełnosprawnościami, zrealizowana pod artystyczną opieką Teatru Pinokio z udziałem rosyjskiego zespołu teatralno-cyrkowego Licedei; w towarzyszących wydarzeniu ulicznych występach wzięły udział m.in. Teatr Klinika Lalek, niemiecka grupa clownów Pas Par Tout oraz berliński teatr uliczny Grotest Maru.
Na część muzyczną złożyły się koncerty: męskiego chóru KAIROS, Leny Piękniewskiej „Kołysanki Na Wieczny Sen”, Karbido i Jurija Andruchowycza „Samogon/Cynamon/Absynt” oraz Big Bandu i Kwartetu Marca Bernsteina. Uczestnicy wysłuchali także koncertu najpiękniejszych piosenek z 20-lecia międzywojennego w aranżacjach studentów łódzkiej Szkoły Filmowej pod wspólnym tytułem „Paryż w dzień, Berlin nocą, Łódź nad ranem”; koncertu muzyki dawnej w wykonaniu zespołu Scandicus oraz tytułowego koncertu „Dźwięki Łodzi” w wykonaniu Matthew Herberta i zespołu L.Stadt.
W sekcji sztuk wizualnych powstała wystawa „Galeria Jeansów” – projekt łódzkich środowisk artystycznych, którego głównym celem było pokazanie dzieciom z okolic ulicy Wschodniej w Łodzi prawdziwej wartości sztuki.
Wydarzenia festiwalowe uzupełniono o cykl debat prowadzonych przez Jacka Żakowskiego z udziałem Kazimiery Szczuki, prof. Zbigniewa Izdebskiego, prof. Jana Hartmana, Piotra Pacewicza, prof. Juliusza Gardawskiego, Jacka Santorskiego, prof. Janusza Czapińskiego i prof. Stanisławy Golinowskiej.
Jako epilog Festiwalu w październiku 2014 swój wernisaż miał projekt Joanny Rajkowskiej – „Pasaż Róży” w podwórku kamienicy przy ul. Piotrkowskiej 3.

### 6. edycja, 18–21 czerwca 2015, „Podwórka kontra pałace
Organizator: Muzeum Miasta Łodzi”.
Dyrektor artystyczny: Zbigniew Brzoza.
Myślą przewodnią festiwalu, przebiegającego pod hasłem „Podwórka kontra pałace”, była zmiana opinii o Łodzi jako o „mieście bez historii” i przywrócenie pamięci o jednym z ważniejszych dla tożsamości współczesnych Polaków wydarzeń – Rewolucji 1905 roku i Powstaniu łódzkim. W programie znalazły się koncerty, spektakle, projekcje filmowe oraz inicjatywy street-artowe.
Na muzyczną odsłonę imprezy złożyły się: koncert Kayah i Transoriental Orchestra; odbywające się w sali lustrzanej Pałacu Poznańskiego koncerty muzyki kameralnej: pieśni Modesta Musorgskiego, Nikołaja Rimskiego-Korsakowa, Siergieja Rachmaninowa, Igora Strawinskiego, utworów Piotra Czajkowskiego, Claude’a Debussy’ego, romansów rosyjskich Aleksandra Wiertinskiego czy „Eine kleine Nachtmusik” W.A. Mozarta w wykonaniu muzyków Meccore String Quartet, Piotra Lempy, Sinfonia Viva oraz Macieja Grzybowskiego i Liliany Zalesińskiej; recital Ewy Błaszczyk oraz koncert solowy Pawła Szamburskiego „Ceratitis Capitata” w kościele pod wezwaniem Zesłania Ducha Świętego.
W ramach części teatralnej uczestnicy festiwalu zobaczyli w EC1 plenerowy spektakl słynnego hiszpańskiego teatru ulicznego Carros de Foc, zrealizowany z wykorzystaniem m.in. 11-metrowej marionetki Angel; spektakl teatru Chorea „Tymienieckiego 3 DERBY. BIAŁOCZERWONI” w Fabryce Sztuki oraz „Rewolucji 17, wspomnienia Aurelii”, zrealizowany przez niemiecki teatr Grotest Maru i jego gości w podwórku przy ul. Rewolucji 1905 r. 17. Kilka bram dalej – w podwórku przy ul. Rewolucji 1905 r. 29 – festiwalowa publiczność uczestniczyła w nagraniu transmitowanego przez Radio Łódź słuchowiska „Lepka purpura łódzkich kwiatów” w reż. Krzysztofa Czeczota z udziałem m.in. Bronisława Wrocławskiego i Michała Staszczaka.
Areną filmowej odsłony festiwalu był Pasaż Róży w podwórku kamienicy przy ul. Piotrkowskiej 3. Uczestnicy mogli zobaczyć tam film „Tylko kochankowie przeżyją” Jima Jarmuscha z muzyką skomponowaną przez Jozefa van Wissema (w programie znalazł się jego koncert „It is time for you to return”), a także „Musimy porozmawiać o Kevinie”, „Nazwij to snem” i „Morvern Callar” w reż. Lynne Ramsay.
W ramach działań społecznych festiwalu powstało Atelier Fotograficzne Wschodnia 51, gdzie dzieci z zaniedbanej w tamtym czasie okolicy pod okiem wybitnych fotografików uczyły się podstaw kompozycji i kadrowania.
W ramach programu Diamenty Łodzi, dzięki któremu powstał Pasaż Róży Joanny Rajkowskiej, na ścianach szczytowych oficyn przy Traugutta 10 została odsłonięta instalacja „Sąsiedzi” autorstwa hiszpańskiego rzeźbiarza i fotografa Isaaca Cordala.

### 7. edycja, 20 maja-5 czerwca 2016, „Obcy nadchodzą”
Organizator: Muzeum Miasta Łodzi.
Dyrektor artystyczny: Zbigniew Brzoza.
Istotą festiwalowego hasła „Obcy nadchodzą” było oswajanie lęku przed obcością.

Nie ma się czego bać, w końcu Łódź u swoich początków zamieszkiwali wyłącznie obcy. Potrzeba współdziałania stworzyła z nich społeczność, której owocem jest to niezwykłe miasto – Łódź. Nie ma się czego bać, we współczesnym świecie, nadejście obcych, jest równie nieuchronne, jak zmiana pogody. Nie da się go zatrzymać nie rezygnując z największych osiągnięć naszej kultury – praw obywatelskich i szacunku dla różnorodności.

W programie muzycznej części wydarzenia znalazły się koncerty: Dhafera Joussefa, grającego na arabskiej lutni oud, ze słynnym „Birds Requiem”; Orkiestry Naxos Milo Kurtisa „Podróż dookoła Mózgu”; Stanisławy Celińskiej; Karola Radziwonowicza i Sinfonia Viva; Piotra Roguckiego; kwartetu smyczkowego Guerreros oraz Andrzeja Bauera i jego kwartetu wiolonczelowego, a także liczne występy kapel ulicznych – Kermesz a’lest, Ruach, Kapela Timingeriu i Vratch.
Uczestnicy zobaczyli także kilkanaście spektakli – od małych form teatralnych („Piotrkowska 26. Brama” oraz „Lustro” Leszka Mądzika) przez spektakl-paradę dla dzieci „Die Ratten kommen” teatru groteski Pas Par Tout oraz posługujący się językiem cyrku „Funambus” teatru sztuki ulicznej Cie Underclouds, po monumentalne widowisko teatru Carros de Foc, wykorzystujące m.in. kilkunastometrowe marionetki Salvadora i Euterpe na rynku Manufaktury.
Swój finisaż miała wystawa Atelier Fotograficznego Wschodnia 51; projekt, w ramach którego dzieci z defaworyzowanych okolic ul. Wschodniej pod okiem profesjonalnych fotografików zdobywały umiejętności z zakresu kompozycji i kadrowania, został zainicjowany podczas Festiwalu Łódź Czterech Kultur w 2015. Dzieci z wykluczonych społecznie środowisk wzięły udział także w warsztatach Akademii Filmowej Rossmanna.

### 8. edycja, 8–17 września 2017, „Alfabet Dialogu”
Organizator: Centrum Dialogu im. Marka Edelmana, dyr. Joanna Podolska.
Zespół kuratorski:
- Literatura: Przemysław Owczarek
- Muzyka: Marcin Tercjak
- Sztuki wizualne: Teresa Latuszewska-Syrda
- Teatr: Jakub Porcari

Produkcja: Kamila Golik.
Wspólnym mianownikiem wydarzeń w ramach festiwalu było hasło: „Alfabet Dialogu”, odwołujące się poszukiwania porozumienia między różnymi kulturami, teraźniejszością i przeszłością, nowoczesnością i tradycją, sztuką wysoką i popularną, artystami i publicznością oraz między różnymi formami działalności artystycznej. Wśród 50 propozycji programowych znalazły spektakle, koncerty, instalacje artystyczne i interwencje w przestrzeni miejskiej oraz spacery, spotkania i rozmowy na temat tożsamości miasta.
Na scenie Teatru Nowego im. Kazimierza Dejmka w Łodzi widzowie mogli zobaczyć premierową „Antygonę w Nowym Jorku” w reżyserii Andrzeja Szczytko oraz taneczny „Is it Pamela/Inkarnacje” w reż. Marty Ziółek, „Ashes to Ashes” – spektakl w języku angielskim poświęcony Holocaustowi oraz przygotowaną przez Republikański Teatr Dramaturgii Białoruskiej „Czarnobylską modlitwę” Swiatłany Aleksijewicz w reż. Walerego Anisienki. W Teatrze Muzycznym aktorzy Pożaru w burdelu i Teatru Polskiego w Warszawie zaprezentowali spektakl „Ucieczka z kina Polskość”; Teatr Lalek Arlekin zaprosił najmłodszych uczestników festiwalu na „Złotą Rybkę” w reż. Mai Garmulewicz; w dawnych zakładach WI-MA grupa LineAct zaprezentowała „Oplątane”– spektakl poświęcony łódzkim włókniarkom, a w klubie Pop’n’art można było zobaczyć przedstawienie Teatru Nowego Proxima z Krakowa „Wysocki. Powrót do ZSRR” w reż. Piotra Siekluckiego.
W ramach muzycznej odsłony festiwalu odbyły się koncerty: „10 piosenek Boba Dylana” Łukasza Lacha w Studiu im. H. Debicha; „Złódzone piosenki” w wykonaniu łódzkich formacji Bielas i Marynarze, Lilu, Kożucha oraz Bałuckiej Kapeli Podwórkowej, połączone z nauką tańca miejskiego; „Z tancbudy Szai Magnata” – piosenki w wykonaniu Yankel Band; koncert mistycznej muzyki chasydów polskich w wykonaniu Symchy Kellera i podwójny koncert: L.Stadt oraz Gaby Kulki i „Młynarski plays Młynarski”. Dla uczestników festiwalu wystąpili także: Maxim Michaiłow, brytyjska grupa Yiddish Twist Orchestra, Dudu Tassa & Kuwaitis, Masha Qrella i Kortez oraz rosyjski zespół Oligarkh. W zamykającym festiwal koncercie „Cohen i kobiety” w klubie Wytwórnia wzięło udział 12 czołowych polskich wokalistek: Matylda Damięcka, Ania Dąbrowska, Martyna Jakubowicz, Gaba Kulka, Iza Lach, Anita Lipnicka, Grażyna Łobaszewska, Maria Peszek, Julia Pietrucha, Renata Przemyk, Natalia Przybysz i Daria Zawiałow.
W sekcji sztuk wizualnych znalazły się odsłonięcia festiwalowych murali autorstwa Moneyless, Tellas, Hyuoro, NeSpoon, kolektywu Nomad Clan, Kasi Breski oraz muralu stworzonego wspólnie przez wszystkich artystów według koncepcji Piotra Chrzanowskiego. Uczestnicy mieli okazję zobaczyć także instalację Roberta Rumasa oraz efekty street-artowej interwencji Know Hope.
Program objął także cykl spotkań i warsztatów scenariuszowych z Andrzejem Krakowskim, konferencje „Archeologia śladu” oraz „Reżim komunistyczny w polskiej i rosyjskiej pamięci”, fabularną grę miejską, lekcje w Centrum Dialogu oraz wędrówki tropami wielokulturowej Łodzi.

### 9. edycja, 7–16 września 2018, „Kultura buntu”
Organizator: Centrum Dialogu im. Marka Edelmana, dyr. Joanna Podolska.
Zespół kuratorski:
- Sztuki wizualne: Teresa Latuszewska-Syrda
- Muzyka: Marcin Tercjak
- Teatr: Agnieszka Zawadowska

Produkcja: Kamila Golik.
Festiwalowe hasło „Kultura buntu” nawiązywało do deklarowanej przez organizatorów i zespół kuratorski intencji przypomnienia i reinterpretacji spuścizny lat 60. XX wieku w 50 lat po rewolucji 1968. Na program teatralny wydarzenia złożyło się dziesięć tytułów, w tym trzy premiery przygotowane specjalnie dla festiwalu. Na scenie Teatru Nowego im. Kazimierza Dejmka Agnieszka Jakimiak zaprezentowała spektakl „Gala ’68. Wolność to luksus”, zaś Anna Baumgart – performans-instalację „Sprawa kobieca w Polsce. Łódź 2018”. W ramach festiwalu po raz pierwszy pokazany został również inspirowany literaturą Henryka Grynberga oraz Ryszarda Kapuścińskiego widowiskowy site-specific Lepiej*, przygotowany przez grupę LineAct.
Swoje spektakle gościnnie pokazały: francuski teatr uliczny Pipototal („Deampuloscopie”), Orłowski Państwowy Instytut Kultury („Szkice dramatyczne. Zinaida. Asia. Wiera”, reż. Tatiana Sagadjczna), Republikański Teatr Dramaturgii Białoruskiej z Mińska („Kariera doktora Rausa”, reż. Alaksandr Harcujeu), Teatr Żydowski w Warszawie („Dybuk” w reż. Mai Kleczewskiej), łączony zespół Teatru Dramatycznego w Warszawie i Malabar Hotel („Tutli Putli. Kto jest dziki?”, reż. Magdalena Miklasz), Teatr Klinika Lalek („Cyrk Tarabumba”) oraz izraelska grupa performerska SuperCops.
W ramach festiwalowej odsłony Krakowskiego Salonu Poezji aktorzy Anna Dymna, Maria Gładkowska, Jerzy Trela i Zbigniew Zamachowski pod hasłem „Buntownicy czterech kultur” zaprezentowali wiersze Mariny Cwietajewej, Zuzanny Ginczanki, Bertolta Brechta i Juliana Tuwima.
W sekcji muzycznej festiwalu znalazły się: koncert otwarcia w wykonaniu grupy Balcanscreams oraz transkulturowego big bandu Rebel Babel Ensemble, firmowanego przez Łukasza L.U.C Rostowskiego, z udziałem Kayah, Bovskiej, Grubsona, Zeusa, Pawla Samokhina, Orkiestr MPK i Poczty Polskiej na Rynku Staromiejskim; koncert „Serge Gainsbourg. Piosenki” z udziałem m.in. Marii Peszek, Darii Zawiałow, Tymona Tymańskiego, Fismolla i Tomka Makowieckiego w Teatrze Muzycznym; koncerty duetu AIGEL, Igora Boxxa i DJ-set Konstantego Usenki, zaprezentowane w Fabryce Sztuki pod wspólnym tytułem „Na Wschód”; koncert NEST Hani Rani i Christiana Loefflera; koncerty Oli Bilińskiej, łódzkiej grupy JUDE oraz ukraińskich Dakh Daughters, a także koncert finałowy z udziałem Ani Rusowicz z projektem „niXes” oraz izraelskiej kompozytorki i wokalistki Efrat Cohen z formacją Fafa Galoure.
Na sekcję sztuk wizualnych złożyły się: „SPREAD” – instalacja artystyczna Adama Cieślaka i Bartka Świąteckiego; wystawa główna festiwalu: „Biegnij. Stary świat jest za tobą. pejzaż dekady lat 60. i 80.”, wykorzystująca filmowe kadry i etiudy ówczesnych studentów łódzkiej Szkoły Filmowej, a także cytaty literackie czy fragmenty reklam, w Fabryce Sztuki; wystawa fotografii Clausa Friedricha Rudolpha i rzeźb Tanyi Krylovej w Ośrodku Propagandy Sztuki oraz wystawa „Pusto-stan nienawiści” Karoliny Wiktor w piwnicach kamienicy Pinkusa.
Program festiwalu uzupełniły działania edukacyjne i spotkania, odwołujące się do wielokulturowej historii miasta, gra miejska „Kładę cię teraz do snu”, spacery i potańcówka z muzyką w wykonaniu Big Bandu Akademii Muzycznej im. G. i K. Bacewiczów.

### 10. edycja, 6–14 września 2019, „Współistnienie”
Organizator: Centrum Dialogu im. Marka Edelmana, dyr. Joanna Podolska.
Zespół kuratorski:
- Teatr: Agata Duda-Gracz
- Sztuki wizualne: Katarzyna Stańczak i Joanna Szumacher
- Muzyka: Marcin Tercjak

Produkcja: Kamila Golik.
Na festiwal, zorganizowany pod hasłem „Współistnienie”, złożyło się ponad czterdzieści wydarzeń.
W programie teatralnym znalazły się spektakle premierowe, przygotowane specjalne dla festiwalu: „Ustawienia ze świętymi, czyli rozmowy obrazów” w reż. Agaty Dudy-Gracz; monodram Magdaleny Kumorek „Madeleine” oraz spektakl „DzzZa/przyszłość boli tylko raz” Mariusza Zaniewskiego. Krakowski Teatr Ludowy zaprezentował „Hańbę” w reż. Marcina Wierzchowskiego, poznański Teatr Nowy – „Ambonę Ludu” w reż. Piotra Kruszczyńskiego, a wrocławski Teatr Układ Formalny – przedstawienie „Spólnota” w reż. Marty Streker. Dorośli widzowie zobaczyli także „Macbettu” w wykonaniu Sardegna Teatro i Compagnia Teatropersona – spektakl zaprezentowany w języku sardyńskim, ale w klasycznej elżbietańskiej realizacji, a najmłodsi: „Zapisanych” Teatru Lalek Arlekin w reż. Joanny Gerigk oraz plenerowy spektakl „Piotruś Pan” Teatru Pinokio.
Sekcja sztuk wizualnych została zorganizowana wokół dwóch głównych projektów – wystawy „Owoce drzew wszystkich” w Pasażu Lido i serii 13 spotkań pod wspólnym tytułem „Miasto Babel”, odbywających się w przestrzeni miasta. W Parku Staromiejskim można było zobaczyć także instalację „Bańki spekulacyjne” autorstwa Julity Wójcik.
W sekcji muzycznej znalazły się premierowe: taneczne Hot Dance Party z nowymi interpretacjami hitów muzyki elektronicznej lat 80. i 90. w wykonaniu Zespołu Kamp! i jego gości: Izabeli Trojanowskiej, Keva Foxa, Hani Rani, Piotra Zioły, Rosalie i Barbary Wrońskiej oraz koncert główny „Znikające miasto” z udziałem Krzysztofa Zalewskiego, Mony Mur, Meli Koteluk i Ralpha Kamińskiego, pod kierownictwem artystycznym Leszka Biolika i w reżyserii Matyldy Damięckiej.
Na festiwalowych scenach wystąpili także: niemiecka artystka Charlotte Brandi, rosyjski postpunkowy zespół Shortparis, izraelska skrzypaczka Keren Ann, Edi Rosner Jazz Band i zespół Babadag, kwartet Odpoczno i Maciej Rynkiewicz z interdyscyplinarnym widowiskiem „K-DRON” oraz Daniel Spaleniak, Mela Koteluk, Misia Furtak, Hania Rani i Kasia Kowalczyk w koncercie „Łódź on Fire”.
W programie festiwalu znalazły się również działania edukacyjne, spotkania odwołujące się do wielokulturowej historii Łodzi i gry miejskie.

### 11. edycja, 3–6 września 2020, „Przyszłość bez powrotu”
Organizator: Centrum Dialogu im. Marka Edelmana, dyr. Joanna Podolska.
Zespół kuratorski:
- Sztuki wizualne: Agnieszka Zawadowska
- Teatr: Piotr Ratajczak
- Muzyka: Marcin Tercjak

Produkcja: Kamila Golik.
Festiwalowe hasło „Przyszłość bez powrotu” w pierwotnym założeniu opisywało sytuację, w której współczesny świat wdziera się w historyczną tkankę miasta, a jego mieszkańcy żyją w przestrzeni, która nie powstała dla nich, dopasowują się do niej i ją przekształcają. W kontekście trwającej pandemii Covid-19 nabrało nowych znaczeń, a w związku z obostrzeniami festiwal został skrócony do czterech dni.

Łódź jest elementem globalnej układanki, należy do świata. Obostrzenia związane z pandemią wszędzie zmieniły plany w wymiarze ludzkim i społecznym. Ostatnie wydarzenia nadały Festiwalowi nowy kontekst i sprawiły, że stał się częścią rzeczywistości, która bez naszego udziału zmienia nasze życie. Dlatego, tak jak wiele innych zdarzeń, tegoroczny Festiwal zmienia swoją formę.

Na otwarcie Festiwalu na scenie Radia Łódź wystąpili: Mela Koteluk i Kwadrofonik z projektem „Astronomia poety. Baczyński” oraz zespół DAGADANA z piosenkami do tekstów Janusza Różewicza z płyty „List do Ciebie”. Na muzyczną odsłonę festiwalu złożyły się także koncerty niemieckiego multiinstrumentalisty Niklasa Paschburga i duetu Karaś/Rogucki, koncert „WFO goes jazzy”, podczas którego można było usłyszeć ścieżki dźwiękowe do filmów z archiwum Wytwórni Filmów Oświatowych po raz pierwszy w koncertowym wykonaniu wykładowców i studentów Instytutu Jazzu Akademii Muzycznej w Łodzi, oraz występ internetowego artysty CeZika, który zagrał dla najmłodszych w Centrum Dialogu.
W sekcji teatralnej zaprezentowany został muzyczny spektakl „Miejskie ziółka”, będący koprodukcją FŁ4K i Teatru im. Jana Kochanowskiego w Opolu, oraz spektakl „Ginczanka. Przepis na prostotę życia” z repertuaru Teatru Łaźnia Nowa, przygotowany we współpracy z sopockim Teatrem na Plaży. Z obszarem teatru związane było także online’owe spotkanie z profesor Anną Kuligowską-Korzeniewską i Elżbietą Manthey z okazji 100-lecia prapremiery „Dybuka” Szymona An-skiego w wykonaniu Trupy Wileńskiej oraz 95-lecia polskiej prapremiery sztuki w Teatrze Miejskim w Łodzi.
W sekcji „sztuki wizualne” po raz pierwszy na żywo można było zobaczyć fragment performensu przygotowanego przez twórców Teatru Żydowskiego im. Estery Rachel i Idy Kamińskich na podstawie bestsellerowej książki Mariusza Szczygła „Nie ma”, któremu towarzyszyło spotkanie z autorem i otwarty dla publiczności pokaz „Widma, Fotografie, Wspomnienia”.
W programie znalazły się także warsztaty cyrkowe dla dzieci i taneczne dla dorosłych, potańcówka w Parku Ocalałych z Big Bandem Akademii Muzycznej oraz spacer „Szlakiem Łodzi, której nie ma”.

### 12. edycja, 10–18 września 2021, „Przyszłość teraz!”
Organizator: Centrum Dialogu im. Marka Edelmana, dyr. Joanna Podolska.
Zespół kuratorski:
- Muzyka: Marcin Tercjak
- Sztuki wizualne: Agnieszka Zawadowska
- Teatr: Piotr Ratajczak

Produkcja: Kamila Golik.
Festiwalowe hasło „Przyszłość TERAZ!” było w zamyśle organizatorów kontynuacją zainaugurowanej w 2021 refleksji nad ewolucją miasta i ludzi w jego przestrzeniach.

Po raz pierwszy od wielu lat żyjemy w czasie rzeczywistym. Doświadczamy jego materialności i bezruchu, a jednocześnie wiemy, że wiele zmieniło się w nas i w naszym życiu na stałe. Nie czekamy już na przyszłość; jeśli chcemy mieć jakąkolwiek, musimy ją stworzyć TERAZ.

Prologiem do festiwalowych wydarzeń były sierpniowe koncerty Oli Bilińskiej i Leszka Kołodziejskiego w podwórkach kamienic przy Więckowskiego 4 i Piotrkowskiej 42 w ramach obchodów 75. rocznicy urodzin Daniela Libeskinda oraz rodzinny piknik różnorodności w Parku Ocalałych.
Na muzyczną odsłonę festiwalu złożyły się: inaugurujące festiwal koncerty Patryka Pietrzaka, zespołu Muchy oraz duetu Smolik/Kev Fox; inspirowane książką Olgi Tokarczuk widowisko „Muzyka Ksiąg Jakubowych” w ewangelicko-augsburskim kościele św. Mateusza w wykonaniu Agaty Zubel, trio Bastarda i Lutosławski Quartet; koncerty białoruskiego zespołu Super Besse i niemieckiej alternatywnej grupy The Notwist, Majki Jeżowskiej i zespołu Dicanda, występ gwiazdy ukraińskiego rapu alyony alyony oraz DJ-set Konstantego Usenki.
W sekcji teatralnej uczestnicy festiwalu zobaczyli cztery premierowe spektakle: zrealizowanego w koprodukcji FŁ4K i Teatru Lalek Arlekin im. Henryka Ryla, poświęconego postaci fabrykanta Karola Scheiblera „Króla Bawełny” w reż. Arkadiusza Buszki; inscenizację work in progress uhonorowanej Gdyńską Nagrodą Dramaturgiczną 2020 sztuki Maliny Prześlugi „Debil” w reż. Piotra Ratajczaka; „Powrót Odysa” Stanisława Wyspiańskiego w reż. Tomasza Kaczorowskiego, zrealizowany w koprodukcji FŁ4K i Teatru Pinokio, oraz wyprodukowaną wespół z Teatrem Nowym im. Kazimierza Dejmka „Ludową Historię Polski” w reż. Piotra Pacześniaka, inspirowaną książką Adama Leszczyńskiego.
Sekcję sztuk wizualnych zdominowała kuratorowana przez Agnieszkę Zawadowską wystawa „Wolne miejsce’, prezentowana na miejskich nośnikach reklamowych. W programie znalazły się także spacery – filmowe dla dorosłych i filozoficzne dla dzieci oraz otwarte warsztaty uważności.

### 13. edycja, 9–17 września 2022, „Bliscy”
Organizator: Centrum Dialogu im. Marka Edelmana, dyr. Joanna Podolska.
Zespół programowy:
- Artur Chrzanowski,
- Kamila Golik, Weronika Jóźwiak,
- Marcin Tercjak,
- Piotr Ratajczak

Produkcja: Kamila Golik.
Festiwalowe hasło „Bliscy” odwoływało się do „coraz bardziej wielokulturowej społeczności Łodzi, której przyjazne i kreatywne współistnienie staje się motorem rozwoju miasta, zaczynem inicjatyw społecznych i artystycznych, przestrzenią dla pielęgnowania różnorodności”.
Istotą imprezy były wydarzenia o charakterze wspólnotowym, integrującym społeczność miasta: wieczór otwarcia z występem białoruskiego Wolnego Choru i wspólnotową kolacją pod hasłem „Dłuższy stół”; wystawa Artura Chrzanowskiego „Zbliżenia”, złożona z kilkunastu prezentacji przygotowanych przez twórczynie i twórców reprezentujących różne narodowości, grupy etniczne, środowiska, kręgi i pokolenia, rodowitych łodzian i przybyszów; „Piknik dla bliskich” w Parku Ocalałych z widowiskiem muzycznym dla dzieci w wykonaniu artystów Fundacji Mikro Teatr, koncertem „Piękno. Tribute to Breakout” w wykonaniu grupy Rita Pax oraz występem Johna Portera oraz otwarty spektakl Teatru Ósmego Dnia „Arka” w Manufakturze.
Na program teatralny złożyły się cztery premierowe spektakle: inspirowana książką Ewy Stusińskiej „Miła robótka” w reż. Agnieszki Jakimiak, wyprodukowana przez FŁ4K i Teatr im. Aleksandra Fredry w Gnieźnie (reżyserka dostała za nią nominację do Paszportu „Polityki”); „Fanatycy prawdy” – koprodukcja FŁ4K i Teatru Ochoty w Warszawie w reż. Piotra Ratajczaka; przedstawienie „Jedno oko na Maroko” w reż. Gosi Dębskiej zrealizowane we współpracy z Teatrem Lalek Arlekin im. Henryka Ryla oraz „Praktyka widzenia” w reż. Wojtka Rodaka, inspirowana „Teorią widzenia” Władysława Strzemińskiego, wyprodukowana przez festiwal wespół z Teatrem Nowym im. Kazimierza Dejmka w Łodzi.
Muzyczna odsłona FŁ4K 2022 to: koncert Hani Rani i Dobrawy Czocher „Inner Symphonies” w Kościele Ewangelicko-Augsburskim św. Mateusza w Łodzi; występ kijowskich Dakh Daughters, koncerty Panta du Prince’a i Miro Kempińskiego oraz zamykająca festiwal „Ukraińska sobota” z występem lwowskiego zespołu Yagody i ukraińskiej gwiazdy rapu alyony alyony.
W programie imprezy znalazły się też spacery – w tym miejska wyprawa dla „nowych bliskich” z tłumaczeniem na język ukraiński – oraz warsztaty i lekcje dla szkół.

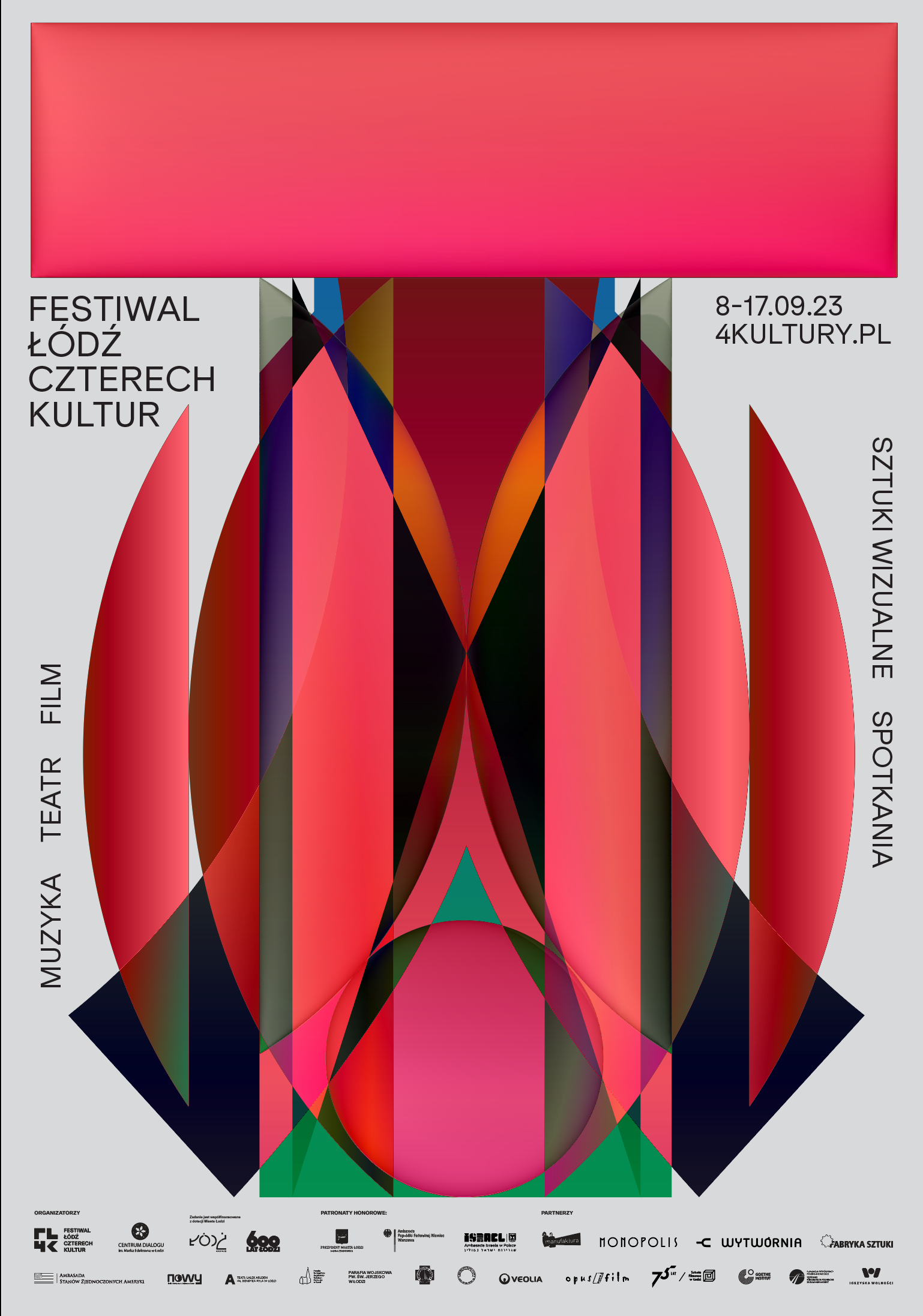
Plakat Festiwalu Łódź Czterech Kultur 2023 aut. Krzysztofa Iwańskiego. Plakat otrzymał dwie międzynarodowe nagrody: Gallery BI / B.I International Poster Art Biennale oraz Oesol International Typography Awards 2023.

### 14. edycja, 8–17 września 2023, „Tożsamość”
Organizator: Centrum Dialogu im. Marka Edelmana, dyr. Joanna Podolska.
Zespół programowy:
- Artur Chrzanowski
- Marcin Tercjak
- Tomasz Rodowicz
- Joanna Podolska-Płocka
- Kamila Majchrzycka-Szymańska
- Karolina Krauze-Strzelec
- Patrycja Olszewska

Festiwal Łódź Czterech Kultur w 2023 wpisywał się w obchody 600-lecia Łodzi. Stał się okazją do przypomnienia historycznej tożsamości miasta oraz spojrzenia wstecz i zaproszenia widzów Festiwalu do refleksji nad tym, co naprawdę kryje się w micie „Czterech Kultur” i jak rezonuje on ze współczesnością.
W 2023 zostało zrealizowanych 50 wydarzeń artystycznych i edukacyjnych, które stały się okazją do stworzenia niezapomnianych wspomnień, ale także do zainicjowania dialogu między kulturami i twórcami różnych nurtów i pokoleń.
Podczas cyklu „Koncerty 4 Kultur” publiczność obcowała z materialnym dziedzictwem „4 Kultur”, ale także był to czas do refleksji nad znaczeniem praktyk duchowych w budowaniu tożsamości dawniej i dziś. W programie znalazło się 5 koncertów oraz spacery i maraton serialowy „Babylon Berlin”. Muzyka zabrzmiała w trzech świątyniach oraz w miejscu po nieistniejącej synagodze. Cykl otworzył premierowy spektakl muzyczny w Bazylice Archikatedralnej św. Stanisława Kostki w Łodzi – „Podróże Faustyny”. Koncert był dedykowany pamięci Mirona Zajferta, a wykonało go trio Bastarda (Paweł Szamburski – klarnet, Michał Górczyński – klarnet kontrabasowy i Tomasz Pokrzywiński – wiolonczela) oraz wokaliści: Łukasz Lach, Katarzyna Piszek (Kasai) i Dorota Miśkiewicz. Usłyszeliśmy także jazzowe trio Shofar (Raphael Rogiński – gitara, Mikołaj Trzaska - saksofony, Macio Moretti – perkusja) na skwerze przy ul. Zgierskiej 27 – miejscu po nieistniejącej już Synagodze Bałuckiej. W dawnej cerkwi św. Aleksego (obecnie to kościół św. Jerzego) wystąpił polsko-ukraiński duet elektroniczny Kadabra Dyskety Kusaje oraz zespół śpiewaczek Hanok. W kościele ewangelicko-augsburskim św. Mateusza w Łodzi odbył się premierowy koncert chóralno-organowy „Muzyka Nowej Synagogi" w wykonaniu Jakuba Stefka (organy) i chóru VRC, przygotowanego z inspiracji muzyką żydowskich kompozytorów z terenu Polski, których dzieła odnalazł i zachował etnograf Gerszon Efros. Finałowym spektaklem muzycznym był koncert Moka Efti Orchestra (FEAT. Madame Le Pustra) – niemieckiego big bandu doskonale znanego fanom kultowego serialu „Babylon Berlin”.
Muzyczny program uzupełniony był o koncert reagge „Pieśni Wolności i Pokoju” (w składzie: Symcha Keller, Dariusz „Maleo” Malejonek i Maleo Reggae Rockers, Jerzy „Słoma” Słomiński oraz Jarek „JAreX” Kowalczyk) na Scenie Monopolis oraz sety dj-skie polsko-ukraińsko-białorusko-litewskiego kolektywu Synergy Cult. Podczas pikniku międzypokoleniowego zagrali: Zuzanna, Jakub Sokołowski, Black Radio, DJ Jędrzej Słodkowski, koncert mis tybetańskich (Marcel Bird), Dzień Dobry Pinky Mouse (Teatr Chorea).
Innymi wydarzeniami, które bezpośrednio odnosiły się do mitu „Czterech Kultur” było Kino 4 Kultur (przegląd kina polskiego, izraelskiego, niemieckiego i ukraińskiego) w Centrum Dialogu oraz warsztaty kulinarne Kuchnia 4 Kultur w łódzkiej Manufakturze.
Podczas Festiwalu odbyły się działania streetartowe w Parku Ocalałych „Światy równoległe” (artyści: NeSpoon, Gu-Tang Clan, Fruit of the Lump, H.E.R.O.D, Maciej Walczak, TOPE, Egon Fietke, S.C. Szyman, Jay Pop, Mateusz Milczak / Łódzkie Mocne). Na parkanach, murach i mostkach powstały różne formaty sztuki ulicznej, będące interpretacją pojęcia „tożsamości” w kontekście miasta, jako wciąż zmieniającego się organizmu. Uzupełnieniem akcji artystycznej „Światy równoległe” była wystawa plakatów w Art Gallery w Monopolis.
W ramach programu teatralnego zaprezentowane zostały spektakle z Litwy („Maryte” / Teatr Miejski w Alytusie), Izraela (monodram „Sekretarka”/ reż. Ruthie Osterman / aktorka: Hava Ortman) oraz premiery w łódzkich teatrach („Czar(cie) gry” w Teatrze Arlekin im. Henryka Ryla w Łodzi oraz „Carmen” w Teatrze Nowym im. Kazimierza Dejmka w Łodzi) i na Scenie Monopolis (spektakl tańca „Blisko” / Teatr Nowszy).
W 2023 został powołany do życia program Mały Festiwal Łódź Czterech Kultur, w którym znalazły się wydarzenia dla rodzin i szkół – spektakle, opowiadanie historii, koncerty, akcje artystyczne i edukacyjne, nawiązujące do głównego hasła Festiwalu „Tożsamość”. M.in. zostały pokazane dwa spektakle plenerowe: nowego cyrku „Zgubowisko” (Fundacja Sztukmistrze) oraz nowej choreografii „Las i ludzie” (choreografia: Magda Jędra we współpracy z Anną Steller i Ulą Zerek).
Podczas Festiwalu zostały przywołane historie kilku niezwykłych łodzian, m.in. poety Tadeusza Micińskiego (podczas wykładu performatywnego Tomasza Majewskiego i Tomasza Rodowicza „Faust i Faustyna. Z duchowości Łodzi” w podwórku przy ulicy Piotrkowskiej 29) oraz występującej u boku gwiazd nowojorskiej sceny muzycznej Genyushy Zelkowitz (Genyi Ravan). Na zakończenie Festiwalu w ramach Igrzysk Wolności odbyła się dyskusja „Mit 4 kultur, a współczesność” https://www.youtube.com/live/lYrxrk6CytA?si=b5eV2tozHI90yRPw (prowadzenie: Izabella Adamczewska-Baranowska, goście: Agata Siwiak, Joanna Podolska-Płocka, Jarosław Suchan, Jerzy Jarniewicz), która miała na celu zweryfikowanie mitu założycielskiego przemysłowego miasta w kontekście kultury współczesnej. Rozmowa oraz badanie publiczności przeprowadzone w ramach Festiwalu 2023 stały się punktem wyjścia do zmian programowych i wizerunkowych, które zostały zaplanowane na kolejne edycje tego najbardziej łódzkiego z łódzkich Festiwali.